# Iru Checzanowi
Irina Checzanowi, znana powszechnie jako Iru (gruz. ირინა ხეჩანოვი; ur. 3 grudnia 2000 w Tbilisi) – gruzińska piosenkarka. Reprezentantka Gruzji w 67. Konkursie Piosenki Eurowizji (2023). 
Zwyciężczyni 9. Konkursu Piosenki Eurowizji Junior (2011) oraz piątej edycji The Voice Georgia.

## Życiorys
W dzieciństwie brała udział w wielu lokalnych konkursach muzycznych. W 2011 zwyciężyła w finale 9. Konkursu Piosenki Eurowizji Junior organizowanego w Erywaniu jako członkini zespołu Candy zdobywszy 108 punktów.
W 2019 brała udział w gruzińskiej odsłonie programu Idol. W 2021 wydała swój debiutancki singel „No Jerk Around Me”. W 2022 wraz z zespołem Candy wystąpiła gościnnie podczas finału jubileuszowego 20. Konkursu Piosenki Eurowizji Junior. W tym samym roku zwyciężyła w finale programu The Voice Georgia, dzięki czemu uzyskała prawo do reprezentowania Gruzji w 67. Konkursie Piosenki Eurowizji w Liverpoolu. 11 maja wystąpiła z piosenką „Echo” w półfinale Eurowizji 2023, jednak nie zakwalifikowała się do finału.

## Dyskografia

### Single
| Rok  | Tytuł               | Album |
| ---- | ------------------- | ----- |
| 2021 | „No Jerk Around Me” | –     |
| 2022 | „Not Like Today”    | –     |
| 2022 | „Tu Mama”           | –     |
| 2023 | „Idea”              | –     |
| 2023 | „Echo”              | –     |
| 2023 | „Seen”              | –     |